# Niklas Granholm
Per Thorvald Niklas Granholm, född 26 april 1964 i Huddinge församling i Stockholms län, är en svensk försvarsforskare.

## Biografi
Niklas Granholm, som har avlagt reservofficersexamen i kustartilleriet, avlade filosofie kandidat-examen vid Stockholms universitet 1995, varpå han tjänstgjorde vid Försvarets forskningsanstalt 1995–2000. Han tjänstgör vid Totalförsvarets forskningsinstitut sedan 2001: som förste forskare 2001–2008, som forskningsledare 2008–2015 och som projektledare sedan 2015.
Niklas Granholm invaldes som korresponderande ledamot av Kungliga Örlogsmannasällskapet 2002 och som ledamot av Kungliga Krigsvetenskapsakademien 2009.

## Utmärkelser
- Kungliga Örlogsmannasällskapets förtjänstmedalj i silver (2022)[4]